# Feitian (Raumanzug)

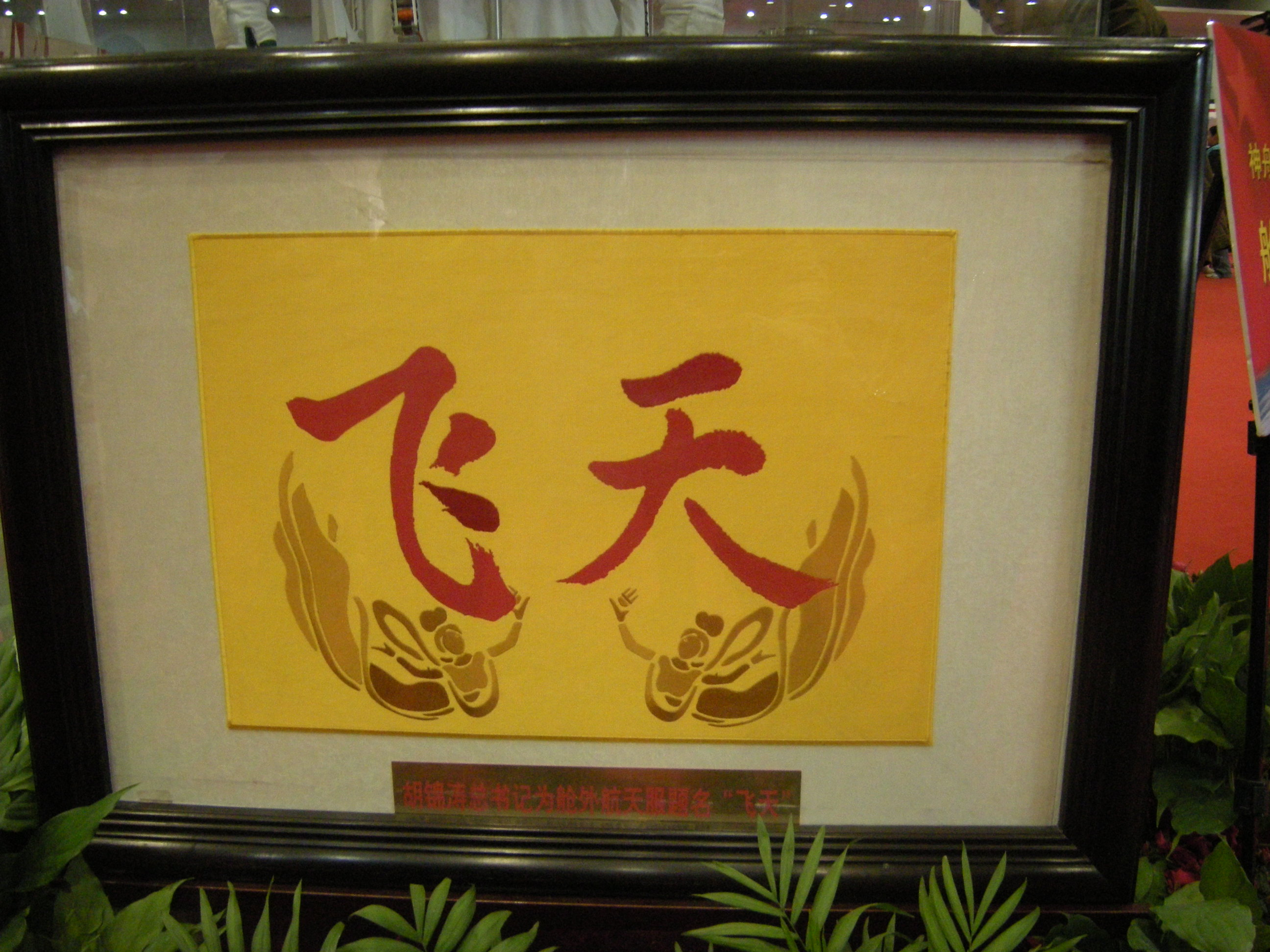
Das Markenzeichen des Anzugs mit einer Kalligrafie von Hu Jintao. Unten die namengebenden Apsaras.

Der Feitian-Außenbordraumanzug (chinesisch “飛天”艙外航天服 / “飞天”舱外航天服, Pinyin „Fēitiān“ Cāngwài Hángtiānfú) ist ein chinesischer Raumanzug, der ursprünglich für den Außenbordeinsatz bei der Shenzhou-7-Mission 2008 entwickelt wurde. Der Name – wörtl. „Himmelsflieger“  – leitet sich von der chinesischen Bezeichnung für die buddhistischen Apsara-Nymphen ab, die als Tänzerinnen im himmlischen Palast („Tiangong“) Indras die Götter unterhalten. Der Feitian-Raumanzug wurde ab Juli 2004 am Forschungsinstitut für Raumfahrtmedizin und -technik in Peking auf der Basis des russischen Orlan-Raumanzugs entwickelt.

## Geschichte
Bereits im ursprünglichen Entwurf des bemannten Raumfahrtprogramms der Volksrepublik China von 1992 war als 2. Phase die Meisterung der Technologie für Außenbordeinsätze festgeschrieben. Damals war geplant, hierfür russische Raumanzüge zu importieren. Man entschloss sich jedoch bald darauf dazu, den Raumanzug in China selbst herzustellen.
Anfang 1993 wurde am damaligen Forschungsinstitut für Raumfahrtmedizin und -technik (seit 2005 „Chinesisches Raumfahrer-Ausbildungszentrum“) eine Werkstatt für Raumanzugfertigung (航天服加工车间) eingerichtet. Zhang Wanxin (张万欣, * 1970), die am Institut seit 1993, gleich nach ihrem Abschluss an der Universität für Luft- und Raumfahrt Nanjing,
an der Entwicklung von Kabinenanzügen beteiligt gewesen war, lernte ab Mai 2000 an der Fremdsprachenuniversität Shanghai ein Jahr lang Russisch und ging dann nach Russland, um ein Jahr lang die dortige Außenbordanzug-Technologie zu studieren. Als dann am 28. Juli 2004, nach dem erfolgreichen Abschluss der bemannten Shenzhou-5-Mission im Oktober 2003, die Anweisung kam, mit der konkreten Entwicklungsarbeit an einem Außenbordanzug zu beginnen, wofür den Ingenieuren drei Jahre Zeit gegeben wurde,
war sie es, die den Arbeitsplan verfasste.
Das Problem war, dass es sieben bis zehn Jahre dauert, um ein komplexes Weltraumgerät wie einen Außenbordanzug zu entwickeln. Es war völlig unmöglich, dies auf den vorgegebenen Zeitrahmen zu verkürzen. Daher stand es bei den Verantwortlichen des Forschungsinstituts für Raumfahrtmedizin und -technik unter der Leitung von Generalmajor Chen Shanguang außer Frage, dass man den vielfach bewährten Orlan-Raumanzug nachbauen würde. Zhang Wanxin reiste zusammen mit einer Kollegin erneut nach Russland, um im Juri-Gagarin-Kosmonautentrainingszentrum bei Moskau den Anzug selbst zu tragen und damit zu üben.
Das bemannte Raumfahrtprogramm der Volksrepublik China ist in sogenannte „Systeme“ (系统) unterteilt, wobei das Forschungsinstitut für Raumfahrtmedizin und -technik für das Raumfahrersystem zuständig ist. Das Raumfahrersystem war wiederum in zehn Subsysteme (分系统) unterteilt, zu dem nun der Außenbordanzug als elftes Subsystem hinzukam, dessen Leitung Li Tanqiu (李潭秋, * 1959) übertragen wurde;
als sein Stellvertreter fungierte Liu Xiangyang (刘向阳, * 1967).
Innerhalb des Außenbordanzug-Subsystems gab es vier weitere Subsysteme:

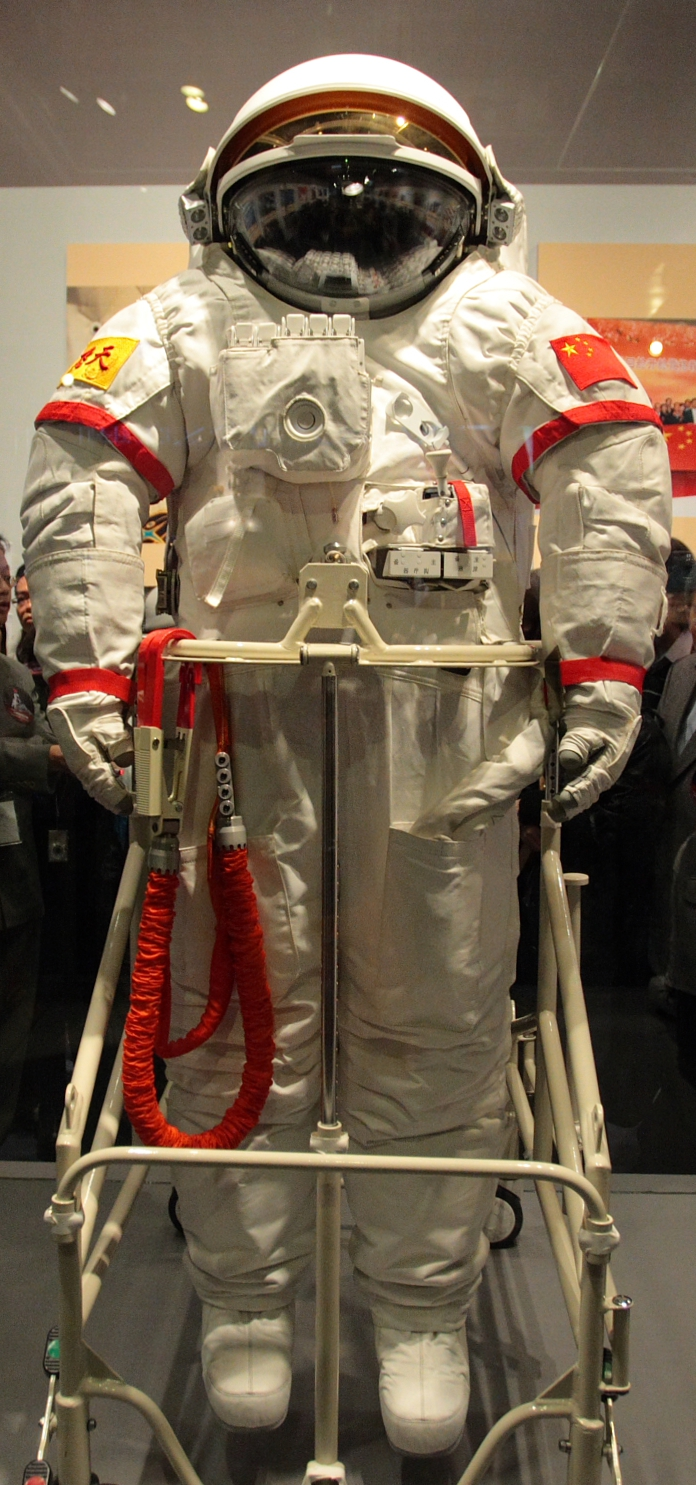
Feitian-Raumanzug (2008)

- Der Anzug selbst, mit dem gekühlten Innenanzug, der Rumpfschale aus Metall etc.
- Überwachung der medizinischen Daten des Raumfahrers
- Steuerung von Temperatur, Luftfeuchtigkeit etc. sowie Schutz vor kosmischer Strahlung und Mikrometeoriten
- Datenverarbeitung und -übertragung

Im Frühjahr 2005 waren die ersten Entwürfe für den Anzug fertig und es wurden die Aufträge für die Herstellung der Komponenten an gut 30 Zulieferfirmen vergeben.
So erhielt zum Beispiel im März 2005 das Xi’aner Forschungsinstitut für Mikroelektronik (西安微电子技术研究所), auch bekannt als „Institut 771“ (771所), der Gesellschaft für moderne Raumfahrtelektronik (eine Tochterfirma der China Aerospace Science and Technology Corporation) den Auftrag für die elektrische Steuereinheit auf der Brust des Anzugs. Die Raumfahrtelektronik GmbH in Zhengzhou (郑州航天电子技术有限公司), eine Tochterfirma der Gesellschaft für moderne Raumfahrtelektronik,
erhielt im Mai 2005 den Auftrag für die Verdrahtung des Anzugs.
Eine der am schwierigsten herzustellenden Komponenten des Anzugs war die Rumpfschale aus einer Aluminiumlegierung, ein Auftrag, der im Februar 2006, also sehr spät, an die Hauptstädtische Raumflugkörper GmbH ging, eine Tochterfirma der Chinesischen Akademie für Trägerraketentechnologie.
Das Blech besaß nur eine Dicke von 1,5 mm, die Schale musste jedoch einem Druck von 120 kPa widerstehen (100 kPa = 1 bar), um beim Transport zum Kosmodrom und vor allem während des Starts der Rakete mit seiner starken Beschleunigung und Vibration nicht beschädigt zu werden. Dazu kam noch, dass an dieser Schale das gesamte Gewicht des Anzugs aufgehängt war. Schon das präzise Verschweißen des dünnen Aluminiumblechs zu dieser unregelmäßigen Form war extrem schwierig; es dauerte zwei Jahre, bis die Arbeiter in der Fabrik 211 die entsprechende Technik gemeistert hatten.
Es zeichnete sich bald ab, dass der ursprüngliche Zeitplan nicht zu halten war. Daher konnten sich die Entwickler um Li Tanqiu nicht an die übliche Regel halten, dass man zuerst einen Prototyp herstellte, diesen testete und dann an die Herstellung des eigentlichen Produkts ging. Stattdessen ließ man beide Prozesse parallel ablaufen: der Prototyp existierte noch gar nicht, da wurden bereits Bestellungen für den eigentlichen Anzug aufgegeben; am 30. September 2006 hatte man gerade mit dem Testen der ersten Prototyp-Komponenten auf Hitzebeständigkeit, Schlagfestigkeit etc. begonnen, da lief bereits die Herstellung des realen Anzugs an. Natürlich ließ es sich nicht vermeiden, dass bei den Tests am Prototyp Fehler gefunden wurden, die eine Umstellung der Produktion erforderten, teilweise konnten bereits hergestellte Komponenten nicht mehr verwendet werden. Dies stellte eine beträchtliche Verschwendung von Steuergeldern dar (das bemannte Raumfahrtprogramm der Volksrepublik China wird seit Frühjahr 2006 aus dem Fonds für Nationale wissenschaftlich-technische Großprojekte finanziert).
Trotz aller Umgehung von Vorschriften – die Entwickler arbeiteten regelmäßig 14 Stunden pro Tag, mit entsprechend nachlassender Konzentration, der Rütteltest der Sauerstoffflaschen fand unter abenteuerlichen Bedingungen tief in den Bergen 180 km außerhalb von Peking statt – dauerte es ein halbes Jahr länger als geplant, bis Ende 2007/Anfang 2008 der endgültige Anzug Stück für Stück zusammengesetzt wurde. Ende April 2008 wurde in einer Unterdruckkammer die Dichtigkeit aller Verbindungen geprüft. Für den ersten bemannten Test bei 40 kPa Druckdifferenz stieg Chefingenieur Li Tanqiu selbst in den Anzug. Das Problem hierbei war nicht nur die Dichtigkeit, sondern auch die Beweglichkeit der Gelenke. Beim Orlan-Raumanzug wurden gerippte Verbindungen verwendet, eine Art Balgen, die vom Raumfahrer viel Kraft erforderten, um sie zusammenzudrücken. Daraufhin hatte Li Zhi (李志, * 1963), der Leiter der mittlerweile zum „Zentrum für Raumanzugfertigung“ (航天服加工中心) hochgestuften Werkstatt, die Gummirippen durch eine Kombination aus Stoff und Metalldrahtversteifung ersetzt, was die Beweglichkeit deutlich erhöhte.
Bei einer Anprobe im Raumfahrer-Ausbildungszentrum konnte der für den Ausstieg vorgesehene Raumfahrer Zhai Zhigang, für den der Anzug maßgeschneidert war, seinen Unterarm problemlos um 90 Grad abwinkeln.

## Eigenschaften

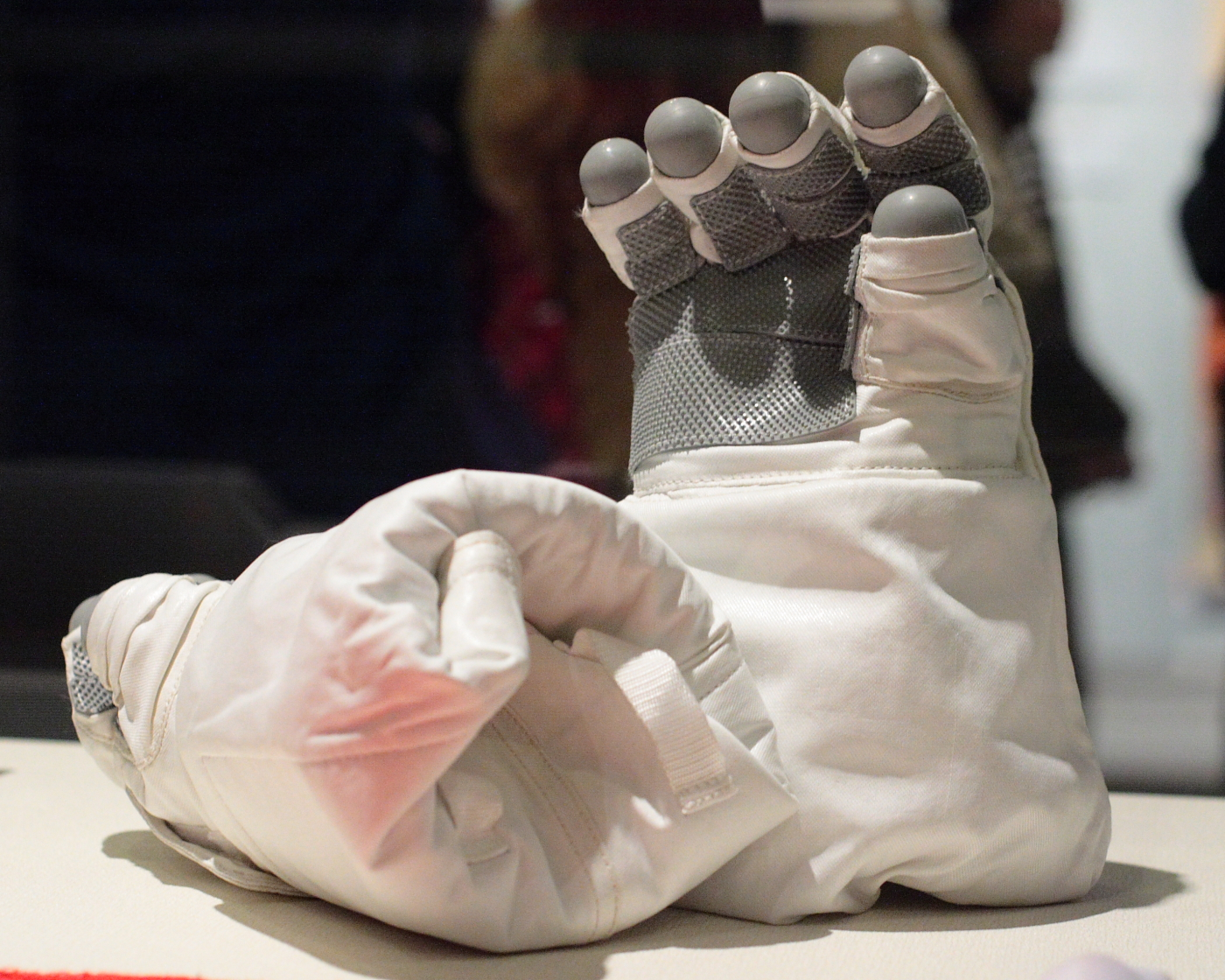
Die am 27. September 2008 von Zhai Zhigang getragenen Handschuhe

Die äußere Schicht des Anzugs, in den der Raumfahrer durch eine Luke auf dem Rücken schlüpft, besteht aus einem neu entwickelten Kunstfasergewebe, das den Raumfahrer vor Strahlung, Feuer und Mikrometeoriten schützt. Außerdem schützt es den Träger sowohl vor der auf der sonnenbeschienenen Seite des Anzugs entstehenden Hitze als auch vor der eisigen Kälte auf der sonnenabgewandten Seite. Es kann plötzlichen Temperaturveränderungen von mehr als 100 Kelvin widerstehen.
Zusammen mit den in einem Rucksack verstauten Sauerstoffflaschen, die Außenbordeinsätze von bis zu vier Stunden ermöglichen, wiegt der Anzug 120 kg, eine träge Masse, die auch in der Schwerelosigkeit bewegt werden muss. Auf der linken Hüfte des Anzugs befindet sich die Steuereinheit für die Sauerstoffversorgung, die Flüssigkeitskühlung des Innenanzugs und die automatische Regelung der Luftfeuchtigkeit.
In der elektrischen Steuereinheit auf der linken Brustseite befindet sich der Schalter für die Helmlampen sowie die Elektronik für die Telemetrie. Die Handschuhe besitzen Griffflächen aus genopptem Gummi. Außerdem verfügt der Anzug über zwei Sicherheitsleinen mit einer Tragkraft von jeweils 1 t, die der Raumfahrer an Handgriffen auf der Außenseite des Raumschiffs befestigen kann, dazu noch ein Kabel für die Kommunikation mit dem Kabineninneren, das zusätzlich als Reservesicherheitsleine dient. Außerdem verfügt der Anzug noch über eine von der Universität für Wissenschaft und Technik der Landesverteidigung entwickelte, in den Anzugstoff eingewebte Funkantenne.
Ein Feitian-Anzug kostet 30 Millionen Yuan (von der Kaufkraft her etwa 30 Millionen Euro).

## Varianten

### Typ 2
Am 26. September 2008, einen Tag vor dem Außenbordeinsatz Zhai Zhigangs, hatte Generalmajor Chen Shanguang, damals Leiter des Chinesischen Raumfahrer-Ausbildungszentrums und in Personalunion Kommandant und Technischer Direktor des Raumfahrersystems, in einem Interview betont, dass es trotz der chaotischen und vorschriftswidrigen Zustände bei der Entwicklung und Herstellung keinerlei Probleme mit der Sicherheit des Feitian-Anzugs gäbe.
Dennoch wurde, nun ohne Zeitdruck, für Außenarbeiten an der geplanten modularen Raumstation unter der Leitung von Zhang Wanxin ein „Typ 2“ (二型) des Anzugs entwickelt, in dem ein Raumfahrer nicht nur die nominellen 4 Stunden wie in der Originalversion – tatsächlich dauerte Zhai Zhigangs Außenbordeinsatz nur 14 Minuten – sondern 8 Stunden im Weltall arbeiten kann. Dazu kommen noch anderthalb Stunden, in denen der Anzug einen sich wenig bewegenden Raumfahrer in einem Notfall am Leben erhalten kann. Außerdem wurde die Konstruktion der Gelenke verändert, so dass der Raumfahrer seine Arme in einem größeren Winkel bewegen kann. Gleichzeitig wurde das bremsende Drehmoment in den Gelenken reduziert, so dass der Raumfahrer bei der Arbeit weniger Kraft aufwenden muss. Der neue Anzug, der ein zusätzliches Sichtfenster oben im Helm hat, ist, da ein Teil des Lebenserhaltungssystems aus Sicherheitsgründen doppelt ausgeführt ist, mit 130 kg allerdings 10 kg schwerer als das Vorgängermodell.

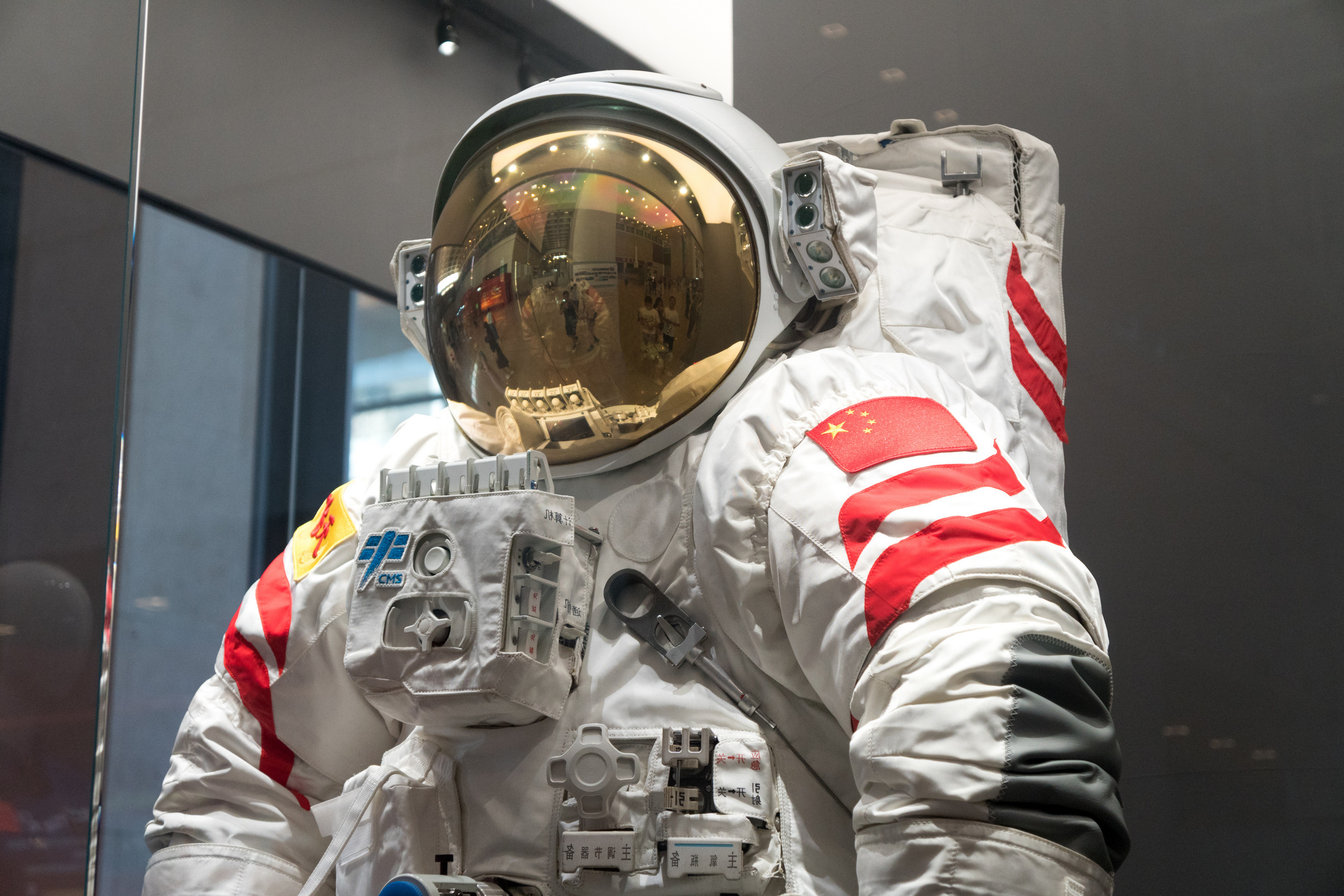
Feitian-Raumanzug, Typ 2

Während die erste Version des Anzugs zu beiden Seiten des Helms jeweils zwei Arbeitslampen hatte, wurde dies nun auf jeweils vier, also insgesamt acht Lampen erweitert (bei einer Umlaufzeit von 92 Minuten tritt die Raumstation während längerer Außenarbeiten mehrmals in den Erdschatten ein). Außerdem hat der Typ 2 noch eine Videokamera am Helm, sodass das Raumfahrtkontrollzentrum Peking sehen kann, was der Raumfahrer sieht. Der erste Anzug war Zhai Zhigang auf den Leib geschneidert, und auch beim Typ 2 muss jeder Raumfahrer, der in die Situation kommen könnte, ihn zu tragen, den Anzug anprobieren. Die Konstruktion wurde jedoch so verändert, dass ihn prinzipiell alle Menschen zwischen 1,60 m und 1,80 m tragen können – die Rumpfschale ist fest; die Größenanpassung erfolgt über Arme und Beine – während in der ersten Version der untere Grenzwert bei 1,65 m lag. Zum Vergleich: für eine Aufnahme in das Raumfahrerkorps der Volksbefreiungsarmee muss der Kandidat eine Körpergröße zwischen 1,60 m und 1,72 m besitzen. Pakistanische Raumfahrerkandidaten, die in der Betriebsphase der Raumstation dort arbeiten sollen, sind häufig größer. Die Sichtscheibe des Helms besteht inklusive des Sonnenschutzvisiers aus vier Lagen, wobei sich zwischen der äußeren und der ersten inneren Scheibe Stickstoff befindet, der dem Hitzeschutz dient und im kalten Schatten das Beschlagen der Scheibe verhindert.
Neben dem bei der Shenzhou-7-Mission eingesetzten Originalanzug wurden seinerzeit noch eine Reihe weiterer Anzüge als Reserve und zum Zweck der Raumfahrerausbildung hergestellt, aber anders als zum Beispiel beim russischen Orlan-M, der für 15 Einsätze oder 4 Jahre zertifiziert ist (danach baut der Gummi des Druckanzugs ab),
war Langlebigkeit bei der Entwicklung des Feitian-Außenbordanzugs keine besonders wichtige Erwägung. Abgesehen von den Handschuhen, die Zhai Zhigang am 28. September 2008 wieder mit zur Erde zurücknahm, wurde der Anzug nach seinem einmaligen Einsatz im Orbitalmodul zurückgelassen und verglühte später mit diesem zusammen in der Atmosphäre. Für den Typ 2 des Feitian-Anzugs wird nun eine Lebensdauer von 15 Jahren angestrebt.
Bei den ersten Exemplaren des Typs 2, die 2021 zur Station gebracht wurden, betrug die zertifizierte Lebensdauer jedoch zunächst nur 3 Jahre. Innerhalb dieser Zeit kann ein Anzug 15 mal verwendet werden.
Es ist jedoch vorgesehen, die Raumanzüge nach Erreichen dieser Grenzwerte einer Begutachtung zu unterziehen und sie eventuell länger zu verwenden. Erst wenn sie nicht mehr im Orbit gewartet werden können, sollen sie mit einem ausgedienten Raumfrachter in der Atmosphäre entsorgt werden.
Um das Aufblähen des Anzugs im Vakuum zu reduzieren, liegt der Druck im Inneren niedriger als der normale Luftdruck auf der Erde oder auf der Raumstation. Beim Feitian-Anzug wird der Druck auf 40 kPa reduziert, also 0,4 Atmosphären. Das ist eine geringere Druckreduzierung als beim amerikanischen EMU, wo dieser Wert bei 30 kPa liegt. Dadurch wird es schwieriger, im Vakuum zu arbeiten. Jede Bewegung erfordert mehr Kraft, speziell in den Fingern, was von den Raumfahrern einhellig als unangenehm beschrieben wird.
Der Vorteil ist, dass die Dekompressionszeit vor einem Außenbordeinsatz mit bereits angelegtem Raumanzug absolviert werden kann und nur 30 Minuten beträgt (gegenüber mehreren Stunden beim EMU), während denen der Raumfahrer reinen Sauerstoff einatmet und den im Blut gelösten Stickstoff abatmet.
Wenn der Raumfahrer seine Unterkleidung und den von Kühlschläuchen durchzogenen Overall angelegt hat, kann er in maximal fünf Minuten in den Anzug schlüpfen und ihn in derselben Zeit wieder verlassen. Mit etwas Übung benötigen Versuchspersonen dafür nur drei Minuten.
Eine Unterversion des Typs 2 wurde am 20. September 2021 zur Chinesischen Raumstation gebracht und am 7. November 2021 von Wang Yaping erstmals bei einem Außenbordeinsatz getragen. Bei diesem Anzug, auf der Station mit gelben Markierungsstreifen versehen und 舱外服C bzw. „Außenanzug C“ genannt (die rot und blau markierten Standardanzüge sind „Außenanzug A“ und „Außenanzug B“), wurde die Lage der Gelenke in den unteren Gliedmaßen so verändert, dass er von Raumfahrern mit geringerer Körpergröße ohne weitere Anpassungsmaßnahmen sofort getragen werden kann.
Bei der Standardversion musste zum Beispiel Wang Yaping während des Trainings spezielle Innenschuhe tragen, um ihre Schuhgröße von 36 auf 42 zu ändern.
Die kleinere Version besitzt einen entsprechend kleineren Innenanzug, der jedoch nach dem gleichen Prinzip funktioniert. Eine Art Netzanzug ist von gut 40 Kühlschläuchen mit einer Gesamtlänge von etwa 100 m durchzogen, die die Körperwärme abführen.

#### Technische Daten
Modell 2021

Einsatz auf der Chinesischen Raumstation

- Körpergröße: 1,60–1,80 m oder 1,60 m
- Einsatzgewicht: 130 kg
- Innendruck: 400 hPa
- Dekompressionszeit: 30 min
- Anlegezeit: 3–5 min
- Einsatzdauer: 8 h + 1,5 h Notfall
- Einsatzzeit: 3 Jahre / 15 mal

### Mondanzug
Seit 2018 befasst man sich am Raumfahrer-Ausbildungszentrum mit den Vorplanungen für einen leichteren, staubgeschützten Raumanzug, der bei bemannten Mondlandungen zum Einsatz kommen soll. Während bei Außenarbeiten an einer Raumstation die Beweglichkeit der Beine von sekundärer Bedeutung ist, wird hier besonderes Augenmerk auf die Gelenke in den unteren Gliedmaßen gelegt, damit die Raumfahrer, anders als einst die Apollo-Astronauten, richtig gehen, klettern und in die Hocke gehen können. Es ist daran gedacht, den Mondanzug (登月服) mit einem von Servomotoren angetriebenen Außenskelett zu versehen, das nicht nur das Gewicht aufnehmen, sondern auch den Raumfahrer beim Gehen unterstützen soll.
Dies erhöht natürlich den Stromverbrauch des Anzugs.
Daher sollen die Raumfahrer bei längeren Einsätzen auf der Mondoberfläche von einem Fahrzeug aus operieren, dem sogenannten „Bemannten Mobilen Mondlabor“ (载人月面移动实验室),
das über ein Ladegerät für die Akkumulatoren des Anzugs verfügt.
Das bei der Chinesischen Akademie für Weltraumtechnologie in Entwicklung befindliche Mondlabor soll auch für längere Zeit in einem großen Umkreis unbemannt fahren und selbstständig Messungen durchführen können.
Für eine gewisse Zeit – das Fahrzeug besitzt kein regeneratives Lebenserhaltungssystem – kann es zwei Personen auf ebener Strecke mit einer Geschwindigkeit von 10 km/h befördern. Es ist 6 t schwer, besitzt einen Radstand von 3,3 m und eine Spurweite von 3,4 m. Das Mobile Labor hat vier Räder mit einer Doppelbereifung aus federnden Stahlblechstreifen, die über Speichen mit einer Nabe aus Aluminiumlegierung verbunden ist. Das Mobile Mondlabor besitzt eine aktive Radaufhängung mit guter Federung. Damit kann zum einen eine Geländeneigung von bis zu 5° ausgeglichen werden, zum anderen wirkt die Radaufhängung auch als Stoßdämpfer, wenn das Fahrzeug von einer Trägerstufe auf die Mondoberfläche abgeworfen wird. Mit der Federung kann bei der Landung eine vertikale Restgeschwindigkeit von 2,5 m/s und eine horizontale Geschwindigkeit von 0,5 m/s abgefangen werden.
Da ein Raumfahrer bei Außeneinsätzen auf dem Mond sowohl mit dem Fahrzeug als auch mit dem Lander bzw. der Basis und der 380.000 km entfernten Erde kommunizieren muss, gestaltet sich die Entwicklung der Funkanlage des Anzugs ausgesprochen kompliziert. Bei der Raumstation-Version des Feitian-Anzugs muss der Raumfahrer die Kühlung per Hand nachjustieren. Für den Mondanzug arbeiten die Entwickler um Zhang Wanxin jedoch an einem System, das die Gehirnströme des Raumfahrers misst: wenn er die Temperatur als zu warm empfindet, wird diese Information an das Kühlsystem weitergeleitet, das die Temperatur daraufhin selbstständig absenkt.
Im November 2022 hatte man die technischen Probleme bei der Konstruktion des Mondanzugs gelöst.